# Gabriel Hart
Gabriel Hart, vlastním jménem Gabriel Benhardt, (13. února 1894 Domažlice – 13. listopadu 1961 Praha) byl český divadelní a filmový herec a divadelní režisér. Pravnuk lékaře Josefa Arnošta Ryby.

## Život
Začínal jako herec a režisér na pražských scénách a v divadlech Uranie, Švandovo divadlo, Varieté, Česká činohra a Červená sedma.
V letech 1922 až 1925 působil v Divadle na Vinohradech.
V období let 1924 a 1925 působil současně jako stipendista v Moskvě a Leningradě.
Od roku 1925 do roku 1930 byl asistentem režie (asistoval K. H. Hilarovi) a později režisérem v pražském Národním divadle. Současně vystupoval často v menších hereckých rolích.
Do Divadla na Vinohradech se vrátil po Kvapilově odchodu na pozvání Jana Bora v roce 1930, především pro režijní činnost v Komorním divadle, které bylo pobočnou scénou Divadla na Vinohradech. Zde působil jako režisér až do roku 1947, kdy odešel do nově vzniklého Vesnického divadla, kde strávil deset let jako režisér a umělecký inspektor.
Překládal mimo jiné z chorvatštiny, často navštěvoval Jugoslávii.
Pro překlady často používal pseudonymy, např. Jiří Nedoma nebo Jiří Tomič.
Během života byl třikrát ženatý, poprvé se oženil v květnu 1919 v Praze na Vinohradech s divadelní a filmovou herečkou Marií Gabrielovou (vl. jm Marie Zuthová, 1896–1936), krátce po rozvodu, v červnu 1931, se opět v Praze, ale na Smíchově oženil s Jiřinou Bártlovou (1893–?), v roce 1955 se pak v Praze oženil s herečkou Jaroslavou Kösslovou/Keslovou (1926–2011), která byla o 33 let mladší a je známá např. z filmu Proč? z roku 1987. Zůstal bezdětný.

## Film
Po vzniku československé republiky v roce 1918 připravil pro film několik filmových námětů a scénářů a sám i režíroval dva filmy (Na pomoc Dohodě, Láska si nedá poroučet). Později se věnoval ve filmu již jen hraní a v letech 1918 až 1956 vytvořil více než 40 drobnějších rolí v českých filmech.

## Vybrané divadelní role
- 1926 Alois Jirásek: Jan Hus, Oswald Roll, Národní divadlo, režie Karel Želenský
- 1926 William Shakespeare: Hamlet, Kněz, Jiný šlechtic, Lucián, Národní divadlo/Stavovské divadlo, režie K. H. Hilar
- 1926 W. Shakespeare: Blažena a Beneš, Čtvrtá stráž, Národní divadlo, režie K. H. Hilar
- 1927 Jules Romains: Diktátor, Druhý muž, Národní divadlo, režie K. H. Hilar
- 1928 Eugene O'Neill: Velký bůh Brown, Kapitán policie, Národní divadlo, režie Karel Dostal
- 1928 Jiří Mahen: Janošík, Garaj, Stavovské divadlo, režie Vojta Novák
- 1929 František Langer: Velbloud uchem jehly, Mlékařský kočí, Národní divadlo/Stavovské divadlo, režie Vojta Novák
- 1929 W. Shakespeare: Král Lear, Hlasatel, První sloužící Cornwallův, Národní divadlo, režie K. H. Hilar
- 1930 J. K. Tyl: Strakonický dudák, Franěk, Národní divadlo, režie Karel Dostal

## Vybrané divadelní režie
- 1923 Hermann Bahr: Koncert, Vinohradské div., 14 repríz
- 1923 Edmont Rostand: Romantikové, Vinohradské divadlo, 10 repríz
- 1924 G. B. Shaw: Kapitán Brassbound, Vinohradské div., 19 repríz
- 1926 Alois Jirásek: Lucerna, Národní divadlo, 13 repríz
- 1926 Bartoš Vlček: Učeň, Stavovské divadlo, 1 repríza (žákovské představení elévů činohry ND)
- 1929 Marcel Achard: Život je krásný, Stavovské divadlo, 15 repríz
- 1930 Edwin Burke: Čemu se říká láska, Stavovské div., 22 repríz
- 1930 V. P. Katajev: Kvadratura kruhu, Stavovské div., 11 repríz
- 1930 Klabund: Láska na venkově, Komorní div., 30 repríz
- 1930 Zdeněk Štěpánek: Hrníček štěstí, Vinohradské div., 25 repríz
- 1931 Ferenc Molnár: Dobrá víla, Komorní div., 40 repríz
- 1932 Rudolf Eger: Opičí kůže, Komorní div., 32 repríz
- 1932 Felix Joachimson: Škaredá holka, Komorní div., 25 repríz
- 1932 Oscar Wilde: Přítel Bunbury, Komorní div., 12 repríz
- 1933 Emil Synek: Slavná žena, Komorní div., 15 repríz
- 1933 Anthony Armstrong: Deset minut alibi, Komorní divadlo, 39 repríz
- 1934 Giovacchino Forzano: Don Buonaparte, Vinohradské div., 10 repríz
- 1934 Wilhelm Lichtenber: Nemehlo, Komorní div., 16 repríz
- 1934 J. K. Tyl: Bankrotář, Vinohradské div., 14 repríz
- 1934 Georges Feydeau: Dáma od Maxima, Komorní div., 26 repríz
- 1935 Stanislav Lom: Svatý Václav, Národní divadlo, 5 repríz (obnovené nastudování, pův.režie K.H.Hilar)
- 1935 Lászlo Forot: Žena, která lže, Komorní div., 25 repríz
- 1935 Ivo Vojnovič: Lazarovo vzkříšení, Vinohradské div., 1 repríza
- 1935 G. B. Shaw: Živnost paní Warrenové, Komorní divadlo, 29 repríz
- 1936 Božo Lovrič: Kapitán Niko, Vinohradské div., 10 repríz
- 1936 André Obey: Archa Noemova, Komorní div., 16 repríz
- 1936 August Strindberg: Tanec smrti, Komorní div., 9 repríz
- 1936 W. S. Maugham: Jedná Constance správně?, Vinohradské div., 21 repríz
- 1937 Jean Sarment: Markýza de Pompadour, Vinohradské div., 12 repríz
- 1937 Vladimír Neff: První nálet, Komorní divadlo, 12 repríz
- 1937 Edouard Bourdet: Bouračka, Komorní divadlo, 46 repríz
- 1938 Jean Racine: Sudiči, Komorní div., 7 repríz
- 1938 A. P. Čechov: Labutí píseň, Vinohradské div., 7 repríz
- 1938 N. V. Gogol: Hráči, Vinohradské div., 7 repríz
- 1938 Frank Wead: Mraky až na zem, Vinohradské div., 20 repríz
- 1939 Branislav Nušič: Návrat do života, Vinohradské div., 8 repríz
- 1939 F. X. Svoboda: Poslední muž, Komorní div., 20 repríz
- 1940 Ferenc Molnár: Liliom, Vinohradské div., 20 repríz
- 1940 J. K. Tyl: Strakonický dudák, Vinohradské div., 16 repríz
- 1940 Eugene O'Neill: Parník Glencairn, Komorní div., 10 repríz
- 1940 František Götz: Soupeři, Vinohradské divadlo, 24 repríz
- 1941 Lászlo Bus-Fekete: Dcerušky z trafiky, Komorní divadlo, 18 repríz
- 1941 Henrik Ibsen: John Gabriel Borkman, Vinohradské div., 16 repríz
- 1942 Georg Frazer: Zelené šaty, Komorní div., 36 repríz
- 1942 Rudolf Kurz: Klobouk dolů!, Komorní div., 52 repríz
- 1942 Bohumír Polách: Vrah jsem já, Komorní divadlo, 52 repríz
- 1943 Mia Hergeth: Životní dílo, Komorní div., 51 repríz
- 1943 August Hinrichs: Za ranního kuropění, Komorní div., 96 repríz
- 1943 Henrik Ibsen: Stavitel Solness, Komorní div., 47 repríz
- 1943 Alois Jirásek: Vojnarka, Vinohradské div., 21 repríz
- 1944 A. J.Urban: Jenom krok, Komorní div., 78 repríz
- 1944 B. Björnson: Když réva kvete, Komorní div., 23 repríz
- 1945 J. B. Priestley: Cesta v poušti, Vinohradské div., 26 repríz
- 1946 Zdeněk Němeček: Rukopis času, Vinohradské div., 17 repríz
- 1946 F. G. Lorca: Dům doni Bernardy, Vinohradské div., 19 repríz
- 1947 K. A. Treněv: Vojevůdce Kutuzov, Vinohradské div., 27 repríz

## Vybrané filmové role
- 1918 Šestnáctiletá, přítel Pavel, režie Jan Arnold Palouš
- 1918 České nebe, K.H.Borovský, režie J.A.Palouš
- 1922 Mrtví žijí, rádce, režie Jan S.Kolár
- 1932 Písničkář, zřízenec na poště, režie Svatopluk Innemann
- 1935 Bezdětná
- 1937 Hordubalové, přísedící senátu, režie Martin Frič
- 1938 Panenka, režie: Robert Land
- 1938 Včera neděle byla, cestující ve vlaku, režie Walter Schorsch
- 1939 Tulák Macoun, státní zástupce, režie Ladislav Brom
- 1940 To byl český muzikant, Kolínský měšťan, režie Vladimír Slavínský
- 1941 Advokát chudých, Rudolf Loukota, režie Vladimír Slavínský
- 1942 Městečko na dlani, trhovec, režie Václav Binovec
- 1944 Skalní plemeno, pan řídící, režie Ladislav Brom
- 1947 Podobizna, muž s dámou, rež. Jiří Slavíček
- 1953 Jestřáb kontra Hrdlička, klenotník, rež.Vladimír Borský
- 1956 Kudy kam?, gratulant, rež.Vladimír Borský

## Vybrané překlady
- 1932 Rudolf Eger: Opičí kůže (pod pseudonymem Jiří Nedoma)
- 1933 Lászlo Bus-Fekete: Peníze nejsou všechno (pod pseudonymem Jiří Nedoma)
- 1934 Hans Jaray: Je Geraldina anděl? (pod pseudonymem Jiří Tomič)
- 1948 Geno Senečić: Spis číslo 516 (pod pseudonymem Jiří Tomič)